# ارین دویل
اَرین دویل (انگلیسی: Aaryn Doyle؛ زادهٔ ۴ ژانویهٔ ۱۹۹۳) یک هنرپیشه، ترانه‌سرا، خواننده، هنرمند رقص و مانکن اهل کانادا است. وی از سال ۱۹۹۹ میلادی تاکنون مشغول فعالیت بوده‌است.
از فیلم‌ها یا مجموعه‌های تلویزیونی که وی در آن‌ها نقش داشته است می‌توان به تام‌بوی اشاره نمود.